# روبرت ماير (سياسي)
روبرت ماير (بالإنجليزية: Robert Mayer)‏ هو سياسي أمريكي، ولد في 25 فبراير 1957 في كاب جيراردو في الولايات المتحدة. انتخب عضو مجلس ولاية ميزوري وانتخب عضو مجلس نواب ولاية ميسوري.